# Zalmoxes
Zalmoxes ("reptil de Zalmoxis") es un género extinto con 2 especies conocidas de dinosaurios ornitópodos rabdodóntidos, que vivieron a finales del período Cretácico, hace aproximadamente entre 70 a 66 millones de años, en el Maastrichtiense, en lo que hoy es Europa.  El género se conoce a partir de especímenes nombrados por primera vez como la especie Mochlodon robustum en 1899 por Franz Nopcsa antes de ser reclasificado como Rhabdodon robustum por él mismo en 1915. En 1990 este nombre fue corregido a Rhabdodon robustus por George Olshevsky, y en 2003 la especie fue una vez más reclasificado, esta vez como la especie tipo de Zalmoxes , Zalmoxes robustus, se refiere a la deidad dacia Zalmoxis, y Z. robustus a la robustez de los restos. En 2003 se nombró otra especie, Zalmoxes shqiperorum, llamada así por el nombre albanés de los albaneses.

## Descripción

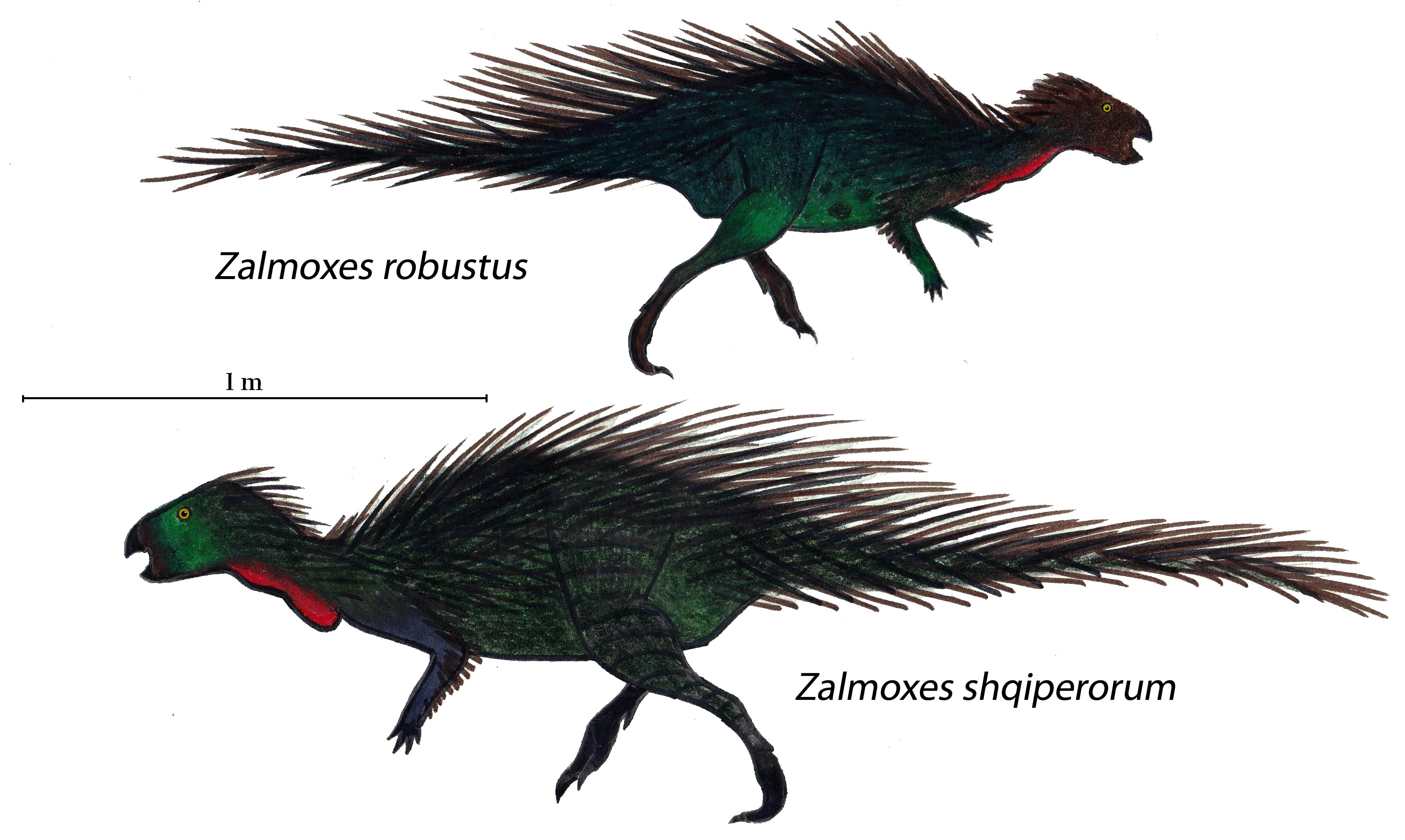
Ilustraciones de Z. robustus y Z. shqiperorum a escala.

Zalmoxes es un dinosaurio herbívoro bípedo de tamaño pequeño, con una cabeza grande y triangular dotada de pico. Z. shqiperorum es la especie mayor, conocida a partir de un individuo subadulto de 2.5 metros de largo, así como de un juvenil de 1.2 metros de longitud, mientras que los subadultos de Z. robustus miden de 2 a  2.4 metros de largo. Se sabe que una especie sin nombrar de Zalmoxes llegaba a un tamaño mayor, con un adulto de 2.9 metros de largo. Aunque Nopcsa pensó que el tamaño pequeño de Zalmoxes era debido al enanismo insular, Attila Osi y colaboradores hallaron que este era similar al tamaño de los ancestros de los rabdodóntidos, mientras que Rhabdodon y Mochlodon habrían sido ejemplos de gigantismo insular y enanismo insular, respectivamente. Sin embargo, cuando se toman por separado las especie de Zalmoxes, puede verse que Z. shqiperorum continuó la tendencia de tamaño vista de Orodromeus a Tenontosaurus, mientras que Z. robustus puede haber tendio un ligero enanismo.

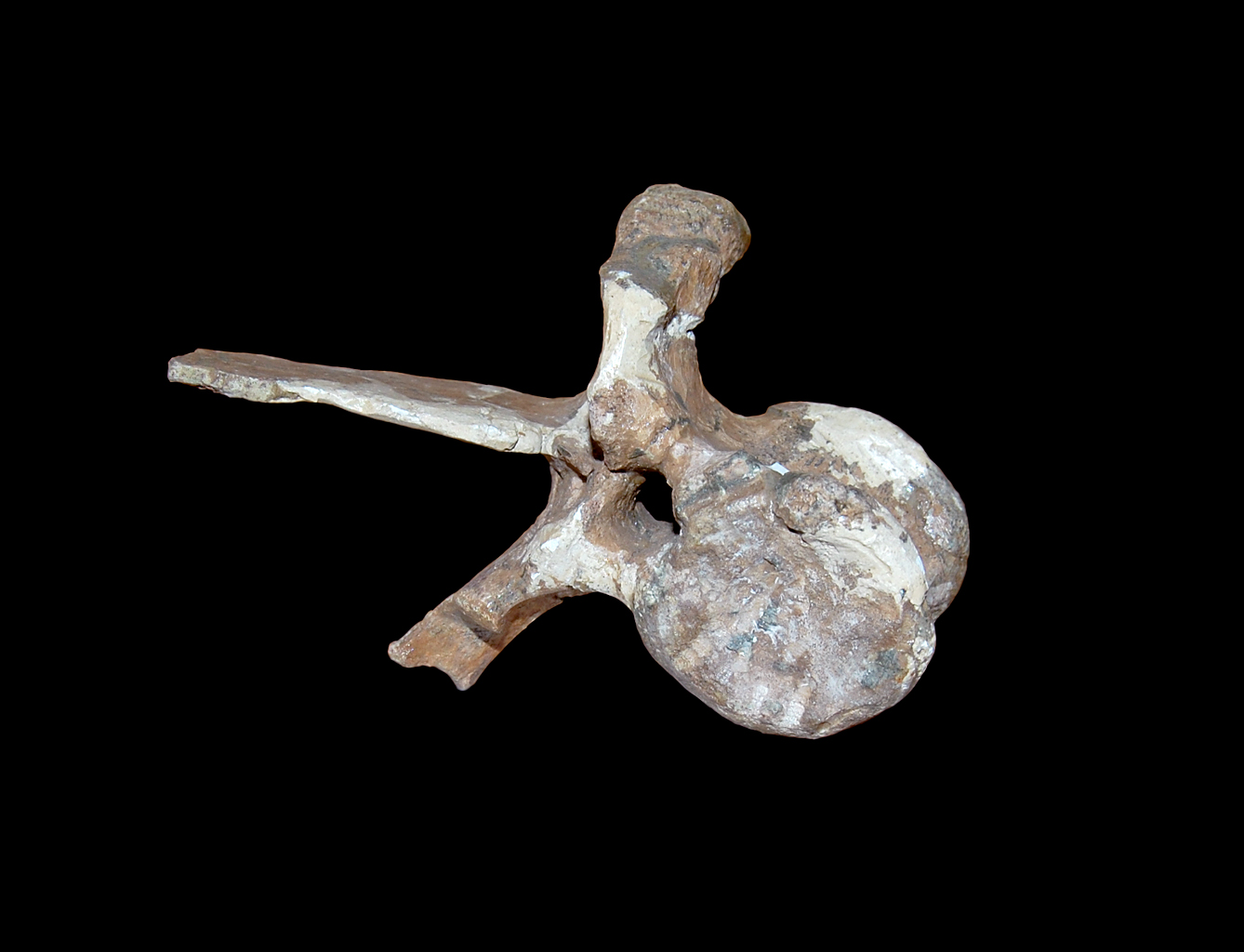
Vértebra caudal, Museo de Historia Natural de Deva.

Z. robustus es conocido a partir de cerca del 80% de su cráneo. Sin embargo, no se ha encontrado un cráneo completo y articulado, y muchos de los huesos no se superponen y han sido hallados aislados. Weishampel et al. determinaron que probablemente estos huesos son de un solo individuo, ya que los huesos eran de la misma formación y tienen el mismo color. Cuatro individuos fueron identificados por Nopcsa como Z. robustus, y en estos puede apreciarse la variación esquelética en esta especie. Como ocurre con el material craneano, las vértebras de Z. robustus son frecuentemente halladas aisladas. Todas las regiones de la columna vertebral se han hallado en el registro fósil, aunque aún no se han hallado las placas del esternón. El sacro incluye tres vértebras, con dos sacrodorsales (vértebras dorsales en el sacro) y tres sacrocaudales (vértebras caudales en el sacro). También se han encontrado huesos de la cintura escapular, pélvica y las extremidades, solo faltando las manos y pies.
Aunque mucho menos conocido que Z. robustus, Z. shqiperorum es conocido a partir de una cantidad relativamente grande de huesos de su esqueleto. Solo se conocen dos esqueletos completos, el holotipo adulto y el juvenil referido. La mandíbula, el dentario, de Z. shqiperorum es relativamente más corta que su equivalente en Z. robustus, aunque es mucho mayor. Se encontraron tendones osificados en el espécimen juvenil, mostrando que estos eran de forma circular o elíptica en sección transversal y tenían finas estriaciones en Z. shqiperorum. Se conocen vértebras cervicales, dorsales y caudales de Z. shqiperorum, aunque las dos primeras solo parecen en el material del juvenil. También hay un sacro articulado completo de Z. shqiperorum, con tres vértebras y al menos sacrodorsales. No se conoce material de la mano de esta especie, aunque se ha identificado un metatarsianoy una pocas falanges.

## Descubrimiento e investigación

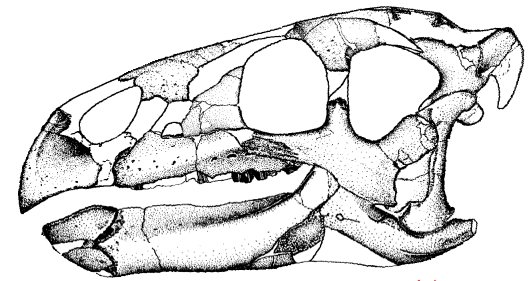
Reconstrucción del cráneo de Z. robustus.

Zalmoxes fue conocido inicialmente a partir de numerosos especímenes fósiles hallados en Transilvania, los cuales fueron nombrados como la especie Mochlodon robustum por Franz Nopcsa en 1899. El nombre de la especie se refiere a su robusta morfología. En 1915 Nopcsa renombró a la especie como Rhabdodon robustum, enmendado en 2003 por David B. Weishampel, Coralia-Maria Jianu, Zoltan Csiki y David B. Norman. Weishampel et al. en 2003 publicaron un artículo sobre nuevos restos hallados en Rumania, los cuales determinaron que representaban una nueva especie. Ellos consideraron que R. robustus era lo suficientemente diferente de Rhabdodon, y por tanto acuñaron un nuevo género para esta especie, Zalmoxes. El nombre proviene de la deidad dacia Zalmoxis (a veces escrita como Zalmoxes), quien viajó a la antigua Rumania y terminó siendo reverenciado como un dios. Adicionalmente, Weishampel et al. nombraron a los nuevos especímenes como Zalmoxes shqiperorum, cuyo nombre de especie proviene de Shqiperia, el nombre nativo albano para Albania, país con el que Nopcsa tuvo una relación especial.

## Clasificación

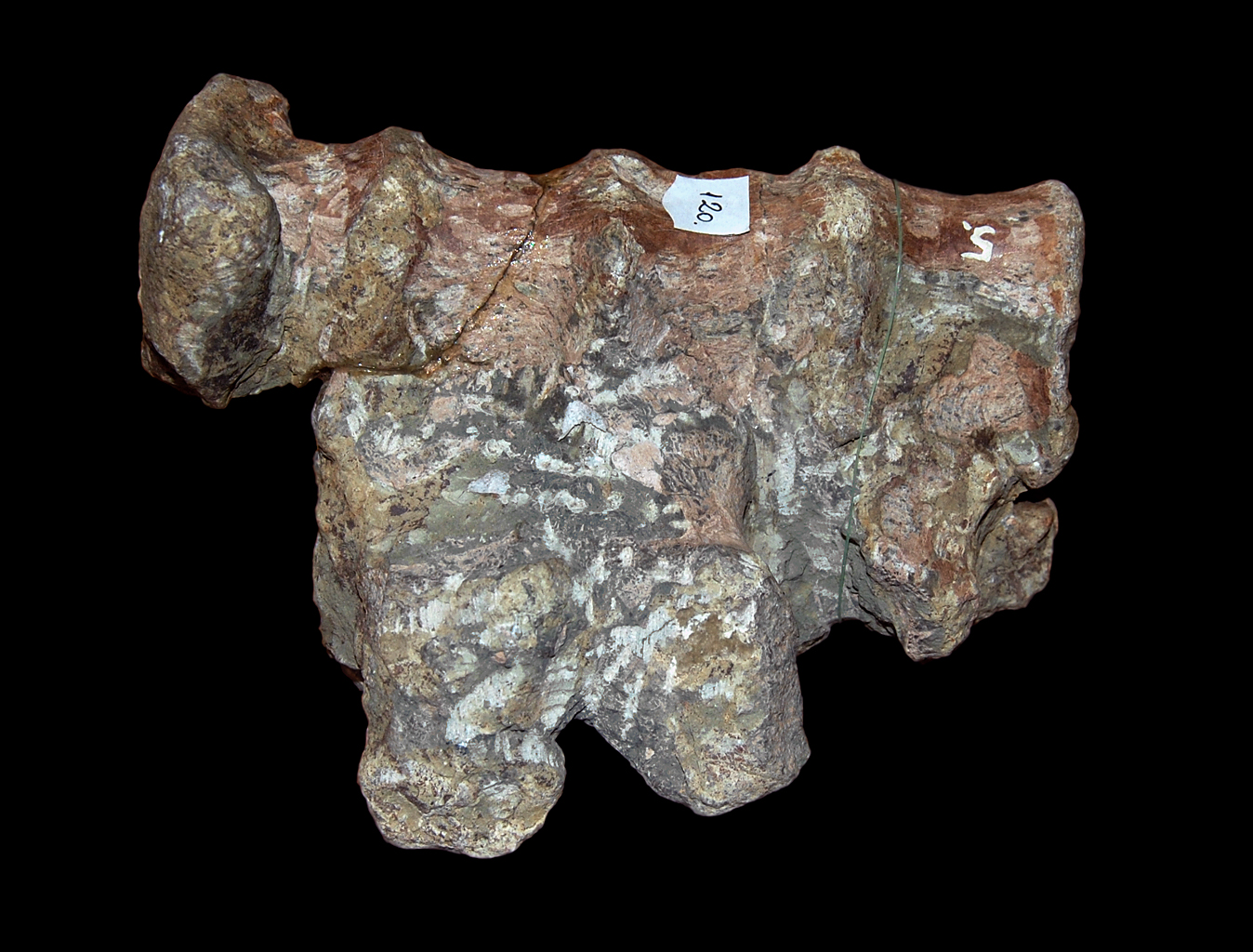
Sacro articulado de Zalmoxes.

Las especies de Mochlodon, Rhabdodon y Zalmoxes han tenido una situación filogenética incierta, siendo referidas a varias familias. Nopcsa (1901) consideró que Mochlodon se incluía dentro de Kalodontidae, una familia ahora considerada parafilética. Nopcsa (1901) también refirió el género a Hypsilophodontidae, y además sugirió afinidades con Camptosaurus in 1902, 1904 y 1915. Nopcsa (1915) también indicó que Rhabdodon  y Mochlodon podrían ser congenéricos, situándolos en Camptosauridae.
Durante el siguiente medio siglo, los taxonomistas situaron a Rhabdodon y a Mochlodon tanto dentro de Camptosauridae como de Iguanodontidae. En las décadas de 1980 a 1990, los paleontólogos se dieron cuenta de que el nombre Rhabdodon ya había sido usado para una serpiente, y por lo tanto usaron a Mochlodon para designar a los restos de ambos géneros, situándolos como un as a hipsilofodóntido o un driosáurido. Sin embargo, Paul Sereno (1986) halló que Rhabdodon y Mochlodon debían colocarse en Iguanodontia. Entre tanto, el ICZN (1988) resolvió la complicación taxonómica, indicando que Rhabdodon tenía prioridad sobre Mochlodon. A partir de esta publicación, los científicos comenzaron a situar a Rhabdodon y Mochlodon dentro de Euornithopoda. En 2003, Weishampel et al. nombraron una nueva familia para Mochlodon, Rhabdodon y el nuevo género Zalmoxes. Esta familia, Rhabdodontidae es clasificada como un grupo derivado dentro de Iguanodontia. Estudios adicionales han apoyado esta clasificación de Rhabdodontidae, situándolos filogenéticamente entre Talenkauen y Tenontosaurus.

### Filogenia
A continuación se muestran dos cladogramas con posibles filogenias de Rhabdodontidae según McDonald et al. de 2010 a la izquierda, y Osi et al. de 2012 a la derecha.
|  | Muttaburrasaurus                                       |
|  |                                                        |
|  | Rhabdodon                                              |
|  |                                                        |
|  | \| \| Mochlodon \| \| \| \| \| \| Zalmoxes \| \| \| \| |
|  |                                                        |
|  | Mochlodon                                              |
|  |                                                        |
|  | Zalmoxes                                               |
|  |                                                        |

|  | Mochlodon |
|  |           |
|  | Zalmoxes  |
|  |           |

|  | Tenontosaurus |
|  |               |
|  | Dryomorpha    |
|  |               |

|  | Muttaburrasaurus                                       |
|  |                                                        |
|  | Rhabdodon                                              |
|  |                                                        |
|  | \| \| Mochlodon \| \| \| \| \| \| Zalmoxes \| \| \| \| |
|  |                                                        |
|  | Mochlodon                                              |
|  |                                                        |
|  | Zalmoxes                                               |
|  |                                                        |

|  | Mochlodon |
|  |           |
|  | Zalmoxes  |
|  |           |

|  | Tenontosaurus |
|  |               |
|  | Dryomorpha    |
|  |               |

|  | Muttaburrasaurus                                       |
|  |                                                        |
|  | Rhabdodon                                              |
|  |                                                        |
|  | \| \| Mochlodon \| \| \| \| \| \| Zalmoxes \| \| \| \| |
|  |                                                        |
|  | Mochlodon                                              |
|  |                                                        |
|  | Zalmoxes                                               |
|  |                                                        |

|  | Mochlodon |
|  |           |
|  | Zalmoxes  |
|  |           |

|  | Tenontosaurus |
|  |               |
|  | Dryomorpha    |
|  |               |

|  | Muttaburrasaurus                                       |
|  |                                                        |
|  | Rhabdodon                                              |
|  |                                                        |
|  | \| \| Mochlodon \| \| \| \| \| \| Zalmoxes \| \| \| \| |
|  |                                                        |
|  | Mochlodon                                              |
|  |                                                        |
|  | Zalmoxes                                               |
|  |                                                        |

|  | Mochlodon |
|  |           |
|  | Zalmoxes  |
|  |           |

|  | Tenontosaurus |
|  |               |
|  | Dryomorpha    |
|  |               |

|  | Muttaburrasaurus                                       |
|  |                                                        |
|  | Rhabdodon                                              |
|  |                                                        |
|  | \| \| Mochlodon \| \| \| \| \| \| Zalmoxes \| \| \| \| |
|  |                                                        |
|  | Mochlodon                                              |
|  |                                                        |
|  | Zalmoxes                                               |
|  |                                                        |

|  | Mochlodon |
|  |           |
|  | Zalmoxes  |
|  |           |

|  | Tenontosaurus |
|  |               |
|  | Dryomorpha    |
|  |               |

|  | Muttaburrasaurus                                       |
|  |                                                        |
|  | Rhabdodon                                              |
|  |                                                        |
|  | \| \| Mochlodon \| \| \| \| \| \| Zalmoxes \| \| \| \| |
|  |                                                        |
|  | Mochlodon                                              |
|  |                                                        |
|  | Zalmoxes                                               |
|  |                                                        |

|  | Mochlodon |
|  |           |
|  | Zalmoxes  |
|  |           |

|  | Tenontosaurus |
|  |               |
|  | Dryomorpha    |
|  |               |

|  | Muttaburrasaurus                                       |
|  |                                                        |
|  | Rhabdodon                                              |
|  |                                                        |
|  | \| \| Mochlodon \| \| \| \| \| \| Zalmoxes \| \| \| \| |
|  |                                                        |
|  | Mochlodon                                              |
|  |                                                        |
|  | Zalmoxes                                               |
|  |                                                        |

|  | Mochlodon |
|  |           |
|  | Zalmoxes  |
|  |           |

|  | Tenontosaurus |
|  |               |
|  | Dryomorpha    |
|  |               |

|  | Muttaburrasaurus                                       |
|  |                                                        |
|  | Rhabdodon                                              |
|  |                                                        |
|  | \| \| Mochlodon \| \| \| \| \| \| Zalmoxes \| \| \| \| |
|  |                                                        |
|  | Mochlodon                                              |
|  |                                                        |
|  | Zalmoxes                                               |
|  |                                                        |

|  | Mochlodon |
|  |           |
|  | Zalmoxes  |
|  |           |

|  | Tenontosaurus |
|  |               |
|  | Dryomorpha    |
|  |               |

|  | Dryomorpha    |
|  |               |
|  | Tenontosaurus |
|  |               |

|  | Rhabdodon                                              |
|  |                                                        |
|  | \| \| Mochlodon \| \| \| \| \| \| Zalmoxes \| \| \| \| |
|  |                                                        |
|  | Mochlodon                                              |
|  |                                                        |
|  | Zalmoxes                                               |
|  |                                                        |

|  | Mochlodon |
|  |           |
|  | Zalmoxes  |
|  |           |

|  | Dryomorpha    |
|  |               |
|  | Tenontosaurus |
|  |               |

|  | Rhabdodon                                              |
|  |                                                        |
|  | \| \| Mochlodon \| \| \| \| \| \| Zalmoxes \| \| \| \| |
|  |                                                        |
|  | Mochlodon                                              |
|  |                                                        |
|  | Zalmoxes                                               |
|  |                                                        |

|  | Mochlodon |
|  |           |
|  | Zalmoxes  |
|  |           |

|  | Dryomorpha    |
|  |               |
|  | Tenontosaurus |
|  |               |

|  | Rhabdodon                                              |
|  |                                                        |
|  | \| \| Mochlodon \| \| \| \| \| \| Zalmoxes \| \| \| \| |
|  |                                                        |
|  | Mochlodon                                              |
|  |                                                        |
|  | Zalmoxes                                               |
|  |                                                        |

|  | Mochlodon |
|  |           |
|  | Zalmoxes  |
|  |           |

|  | Dryomorpha    |
|  |               |
|  | Tenontosaurus |
|  |               |

|  | Rhabdodon                                              |
|  |                                                        |
|  | \| \| Mochlodon \| \| \| \| \| \| Zalmoxes \| \| \| \| |
|  |                                                        |
|  | Mochlodon                                              |
|  |                                                        |
|  | Zalmoxes                                               |
|  |                                                        |

|  | Mochlodon |
|  |           |
|  | Zalmoxes  |
|  |           |

|  | Dryomorpha    |
|  |               |
|  | Tenontosaurus |
|  |               |

|  | Rhabdodon                                              |
|  |                                                        |
|  | \| \| Mochlodon \| \| \| \| \| \| Zalmoxes \| \| \| \| |
|  |                                                        |
|  | Mochlodon                                              |
|  |                                                        |
|  | Zalmoxes                                               |
|  |                                                        |

|  | Mochlodon |
|  |           |
|  | Zalmoxes  |
|  |           |

|  | Dryomorpha    |
|  |               |
|  | Tenontosaurus |
|  |               |

|  | Rhabdodon                                              |
|  |                                                        |
|  | \| \| Mochlodon \| \| \| \| \| \| Zalmoxes \| \| \| \| |
|  |                                                        |
|  | Mochlodon                                              |
|  |                                                        |
|  | Zalmoxes                                               |
|  |                                                        |

|  | Mochlodon |
|  |           |
|  | Zalmoxes  |
|  |           |

|  | Dryomorpha    |
|  |               |
|  | Tenontosaurus |
|  |               |

|  | Rhabdodon                                              |
|  |                                                        |
|  | \| \| Mochlodon \| \| \| \| \| \| Zalmoxes \| \| \| \| |
|  |                                                        |
|  | Mochlodon                                              |
|  |                                                        |
|  | Zalmoxes                                               |
|  |                                                        |

|  | Mochlodon |
|  |           |
|  | Zalmoxes  |
|  |           |

|  | Dryomorpha    |
|  |               |
|  | Tenontosaurus |
|  |               |

|  | Rhabdodon                                              |
|  |                                                        |
|  | \| \| Mochlodon \| \| \| \| \| \| Zalmoxes \| \| \| \| |
|  |                                                        |
|  | Mochlodon                                              |
|  |                                                        |
|  | Zalmoxes                                               |
|  |                                                        |

|  | Mochlodon |
|  |           |
|  | Zalmoxes  |
|  |           |

|  | Dryomorpha    |
|  |               |
|  | Tenontosaurus |
|  |               |

|  | Rhabdodon                                              |
|  |                                                        |
|  | \| \| Mochlodon \| \| \| \| \| \| Zalmoxes \| \| \| \| |
|  |                                                        |
|  | Mochlodon                                              |
|  |                                                        |
|  | Zalmoxes                                               |
|  |                                                        |

|  | Mochlodon |
|  |           |
|  | Zalmoxes  |
|  |           |

|  | Dryomorpha    |
|  |               |
|  | Tenontosaurus |
|  |               |

|  | Rhabdodon                                              |
|  |                                                        |
|  | \| \| Mochlodon \| \| \| \| \| \| Zalmoxes \| \| \| \| |
|  |                                                        |
|  | Mochlodon                                              |
|  |                                                        |
|  | Zalmoxes                                               |
|  |                                                        |

|  | Mochlodon |
|  |           |
|  | Zalmoxes  |
|  |           |

|  | Dryomorpha    |
|  |               |
|  | Tenontosaurus |
|  |               |

|  | Rhabdodon                                              |
|  |                                                        |
|  | \| \| Mochlodon \| \| \| \| \| \| Zalmoxes \| \| \| \| |
|  |                                                        |
|  | Mochlodon                                              |
|  |                                                        |
|  | Zalmoxes                                               |
|  |                                                        |

|  | Mochlodon |
|  |           |
|  | Zalmoxes  |
|  |           |

|  | Dryomorpha    |
|  |               |
|  | Tenontosaurus |
|  |               |

|  | Rhabdodon                                              |
|  |                                                        |
|  | \| \| Mochlodon \| \| \| \| \| \| Zalmoxes \| \| \| \| |
|  |                                                        |
|  | Mochlodon                                              |
|  |                                                        |
|  | Zalmoxes                                               |
|  |                                                        |

|  | Mochlodon |
|  |           |
|  | Zalmoxes  |
|  |           |

|  | Dryomorpha    |
|  |               |
|  | Tenontosaurus |
|  |               |

|  | Rhabdodon                                              |
|  |                                                        |
|  | \| \| Mochlodon \| \| \| \| \| \| Zalmoxes \| \| \| \| |
|  |                                                        |
|  | Mochlodon                                              |
|  |                                                        |
|  | Zalmoxes                                               |
|  |                                                        |

|  | Mochlodon |
|  |           |
|  | Zalmoxes  |
|  |           |

|  | Dryomorpha    |
|  |               |
|  | Tenontosaurus |
|  |               |

|  | Rhabdodon                                              |
|  |                                                        |
|  | \| \| Mochlodon \| \| \| \| \| \| Zalmoxes \| \| \| \| |
|  |                                                        |
|  | Mochlodon                                              |
|  |                                                        |
|  | Zalmoxes                                               |
|  |                                                        |

|  | Mochlodon |
|  |           |
|  | Zalmoxes  |
|  |           |

|  | Dryomorpha    |
|  |               |
|  | Tenontosaurus |
|  |               |

|  | Rhabdodon                                              |
|  |                                                        |
|  | \| \| Mochlodon \| \| \| \| \| \| Zalmoxes \| \| \| \| |
|  |                                                        |
|  | Mochlodon                                              |
|  |                                                        |
|  | Zalmoxes                                               |
|  |                                                        |

|  | Mochlodon |
|  |           |
|  | Zalmoxes  |
|  |           |

|  | Dryomorpha    |
|  |               |
|  | Tenontosaurus |
|  |               |

|  | Rhabdodon                                              |
|  |                                                        |
|  | \| \| Mochlodon \| \| \| \| \| \| Zalmoxes \| \| \| \| |
|  |                                                        |
|  | Mochlodon                                              |
|  |                                                        |
|  | Zalmoxes                                               |
|  |                                                        |

|  | Mochlodon |
|  |           |
|  | Zalmoxes  |
|  |           |

|  | Dryomorpha    |
|  |               |
|  | Tenontosaurus |
|  |               |

|  | Rhabdodon                                              |
|  |                                                        |
|  | \| \| Mochlodon \| \| \| \| \| \| Zalmoxes \| \| \| \| |
|  |                                                        |
|  | Mochlodon                                              |
|  |                                                        |
|  | Zalmoxes                                               |
|  |                                                        |

|  | Mochlodon |
|  |           |
|  | Zalmoxes  |
|  |           |

|  | Dryomorpha    |
|  |               |
|  | Tenontosaurus |
|  |               |

|  | Rhabdodon                                              |
|  |                                                        |
|  | \| \| Mochlodon \| \| \| \| \| \| Zalmoxes \| \| \| \| |
|  |                                                        |
|  | Mochlodon                                              |
|  |                                                        |
|  | Zalmoxes                                               |
|  |                                                        |

|  | Mochlodon |
|  |           |
|  | Zalmoxes  |
|  |           |

|  | Dryomorpha    |
|  |               |
|  | Tenontosaurus |
|  |               |

|  | Rhabdodon                                              |
|  |                                                        |
|  | \| \| Mochlodon \| \| \| \| \| \| Zalmoxes \| \| \| \| |
|  |                                                        |
|  | Mochlodon                                              |
|  |                                                        |
|  | Zalmoxes                                               |
|  |                                                        |

|  | Mochlodon |
|  |           |
|  | Zalmoxes  |
|  |           |

|  | Dryomorpha    |
|  |               |
|  | Tenontosaurus |
|  |               |

|  | Rhabdodon                                              |
|  |                                                        |
|  | \| \| Mochlodon \| \| \| \| \| \| Zalmoxes \| \| \| \| |
|  |                                                        |
|  | Mochlodon                                              |
|  |                                                        |
|  | Zalmoxes                                               |
|  |                                                        |

|  | Mochlodon |
|  |           |
|  | Zalmoxes  |
|  |           |

|  | Dryomorpha    |
|  |               |
|  | Tenontosaurus |
|  |               |

|  | Rhabdodon                                              |
|  |                                                        |
|  | \| \| Mochlodon \| \| \| \| \| \| Zalmoxes \| \| \| \| |
|  |                                                        |
|  | Mochlodon                                              |
|  |                                                        |
|  | Zalmoxes                                               |
|  |                                                        |

|  | Mochlodon |
|  |           |
|  | Zalmoxes  |
|  |           |

|  | Dryomorpha    |
|  |               |
|  | Tenontosaurus |
|  |               |

|  | Rhabdodon                                              |
|  |                                                        |
|  | \| \| Mochlodon \| \| \| \| \| \| Zalmoxes \| \| \| \| |
|  |                                                        |
|  | Mochlodon                                              |
|  |                                                        |
|  | Zalmoxes                                               |
|  |                                                        |

|  | Mochlodon |
|  |           |
|  | Zalmoxes  |
|  |           |

|  | Dryomorpha    |
|  |               |
|  | Tenontosaurus |
|  |               |

|  | Rhabdodon                                              |
|  |                                                        |
|  | \| \| Mochlodon \| \| \| \| \| \| Zalmoxes \| \| \| \| |
|  |                                                        |
|  | Mochlodon                                              |
|  |                                                        |
|  | Zalmoxes                                               |
|  |                                                        |

|  | Mochlodon |
|  |           |
|  | Zalmoxes  |
|  |           |

|  | Dryomorpha    |
|  |               |
|  | Tenontosaurus |
|  |               |

|  | Rhabdodon                                              |
|  |                                                        |
|  | \| \| Mochlodon \| \| \| \| \| \| Zalmoxes \| \| \| \| |
|  |                                                        |
|  | Mochlodon                                              |
|  |                                                        |
|  | Zalmoxes                                               |
|  |                                                        |

|  | Mochlodon |
|  |           |
|  | Zalmoxes  |
|  |           |

|  | Dryomorpha    |
|  |               |
|  | Tenontosaurus |
|  |               |

|  | Rhabdodon                                              |
|  |                                                        |
|  | \| \| Mochlodon \| \| \| \| \| \| Zalmoxes \| \| \| \| |
|  |                                                        |
|  | Mochlodon                                              |
|  |                                                        |
|  | Zalmoxes                                               |
|  |                                                        |

|  | Mochlodon |
|  |           |
|  | Zalmoxes  |
|  |           |

|  | Dryomorpha    |
|  |               |
|  | Tenontosaurus |
|  |               |

|  | Rhabdodon                                              |
|  |                                                        |
|  | \| \| Mochlodon \| \| \| \| \| \| Zalmoxes \| \| \| \| |
|  |                                                        |
|  | Mochlodon                                              |
|  |                                                        |
|  | Zalmoxes                                               |
|  |                                                        |

|  | Mochlodon |
|  |           |
|  | Zalmoxes  |
|  |           |

|  | Dryomorpha    |
|  |               |
|  | Tenontosaurus |
|  |               |

|  | Rhabdodon                                              |
|  |                                                        |
|  | \| \| Mochlodon \| \| \| \| \| \| Zalmoxes \| \| \| \| |
|  |                                                        |
|  | Mochlodon                                              |
|  |                                                        |
|  | Zalmoxes                                               |
|  |                                                        |

|  | Mochlodon |
|  |           |
|  | Zalmoxes  |
|  |           |

|  | Dryomorpha    |
|  |               |
|  | Tenontosaurus |
|  |               |

|  | Rhabdodon                                              |
|  |                                                        |
|  | \| \| Mochlodon \| \| \| \| \| \| Zalmoxes \| \| \| \| |
|  |                                                        |
|  | Mochlodon                                              |
|  |                                                        |
|  | Zalmoxes                                               |
|  |                                                        |

|  | Mochlodon |
|  |           |
|  | Zalmoxes  |
|  |           |

|  | Dryomorpha    |
|  |               |
|  | Tenontosaurus |
|  |               |

|  | Rhabdodon                                              |
|  |                                                        |
|  | \| \| Mochlodon \| \| \| \| \| \| Zalmoxes \| \| \| \| |
|  |                                                        |
|  | Mochlodon                                              |
|  |                                                        |
|  | Zalmoxes                                               |
|  |                                                        |

|  | Mochlodon |
|  |           |
|  | Zalmoxes  |
|  |           |

|  | Dryomorpha    |
|  |               |
|  | Tenontosaurus |
|  |               |

|  | Rhabdodon                                              |
|  |                                                        |
|  | \| \| Mochlodon \| \| \| \| \| \| Zalmoxes \| \| \| \| |
|  |                                                        |
|  | Mochlodon                                              |
|  |                                                        |
|  | Zalmoxes                                               |
|  |                                                        |

|  | Mochlodon |
|  |           |
|  | Zalmoxes  |
|  |           |

|  | Dryomorpha    |
|  |               |
|  | Tenontosaurus |
|  |               |

|  | Rhabdodon                                              |
|  |                                                        |
|  | \| \| Mochlodon \| \| \| \| \| \| Zalmoxes \| \| \| \| |
|  |                                                        |
|  | Mochlodon                                              |
|  |                                                        |
|  | Zalmoxes                                               |
|  |                                                        |

|  | Mochlodon |
|  |           |
|  | Zalmoxes  |
|  |           |

|  | Dryomorpha    |
|  |               |
|  | Tenontosaurus |
|  |               |

|  | Rhabdodon                                              |
|  |                                                        |
|  | \| \| Mochlodon \| \| \| \| \| \| Zalmoxes \| \| \| \| |
|  |                                                        |
|  | Mochlodon                                              |
|  |                                                        |
|  | Zalmoxes                                               |
|  |                                                        |

|  | Mochlodon |
|  |           |
|  | Zalmoxes  |
|  |           |

## Paleobiología
Zalmoxes es un animal más robusto que sus precursores y sus parientes más avanzados, con una morfología muy fuerte. Nopcsa propuso que los animales de la cuenca de Hațeg, que eran más pequeños que sus parientes de otras partes, sufrieron de enanismo insular. Zalmoxes es un animal más robusto que sus precursores y parientes más derivados, y tiene una constitución rechoncha. El crecimiento ontogenético infraespecífico es relativamente bien conocido en Zalmoxes ya que se conoce material juvenil para la especie. Nopcsa propuso que los animales de la cuenca de Hateg, que eran más pequeños que sus parientes en otros lugares, se adaptaron a través del enanismo insular.. Se han desenterrado fósiles de ambas especies de Zalmoxes en la Formación Sânpetru, la Formación Sebes y la Formación Densuş-Ciula en Rumania, ambas especies se han encontrado exclusivamente en la región de la isla Hateg. Un artículo científico de 2003 encontró que lo más probable es que Zalmoxes tuviera una dieta que consistía en plantas fibrosas duras como brotes suaves, colas de caballo, angiospermas, pteridofitas y helechos.